# های-تک

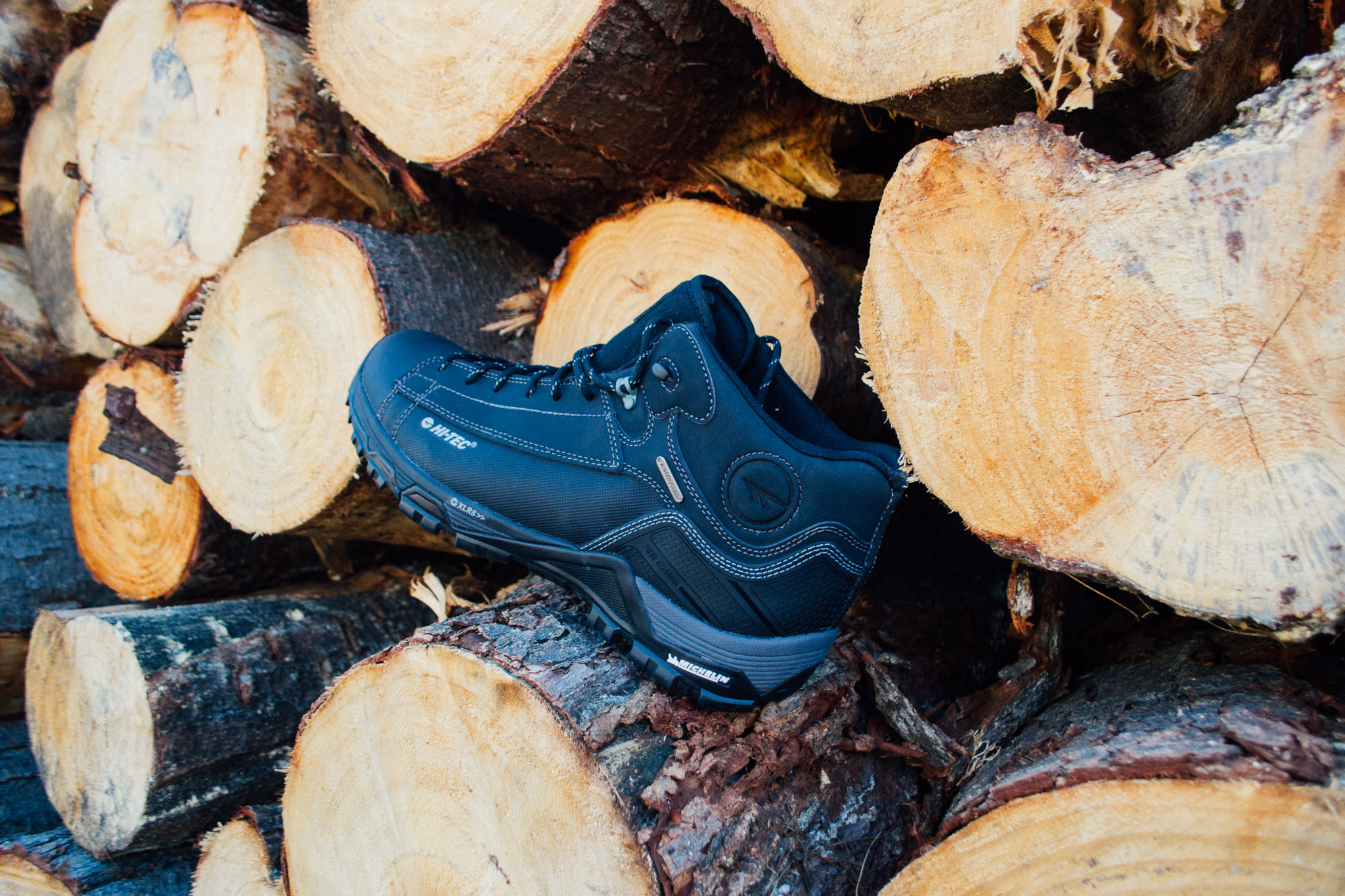
کفشی از شرکت های-تک

های-تک (انگلیسی: Hi-Tec) شرکت تجهیزات ورزشی هلندی است، که در سال ۱۹۷۴ توسط فرانک ون وزل تأسیس شد و هم‌اکنون زیرمجموعه‌ای از شرکت کروکی اینک می‌باشد.